# Puls (Elektrotechnik)
Der Begriff Puls bezeichnet in der Elektrotechnik ein sich periodisch wiederholendes impuls- oder stoßartiges Ereignis. Er ist mit dem Begriff Impulsfolge gleichbedeutend.

## Festlegungen

Beispiele für Impulsformen
Oben: Unipolarer Rechteckimpuls; links ideal – rechts real
Unten links: Bipolarer Impuls (Wechselimpuls)
Unten rechts: Schwingungsimpuls bzw. Pulsburst

Während mit Impuls ein einmaliger Vorgang bezeichnet wird, dessen Augenblickswerte nur innerhalb einer beschränkten Zeitspanne merklich von null abweichen, wird ein Puls in der Elektrotechnik als periodischer Vorgang definiert, der aus einer sich kontinuierlich wiederholenden Folge von gleichen Impulsen besteht. Der Begriff Impuls ist in diesem Kontext nicht mit dem Begriff des Impulses aus dem Bereich der Mechanik zu verwechseln.
Ein Puls kann durch seine Periodendauer {\displaystyle T} gekennzeichnet werden bzw. durch eine Pulsfrequenz (Impulsfolgefrequenz) {\displaystyle f=1/T}, ferner durch die Höhe und Dauer der Impulse. Die Impulsform kann in die Benennung des Pulses einbezogen werden, z. B. Rechteckpuls, Sägezahnpuls.
Spektral kann ein Puls durch eine Überlagerung einer diskreten Reihe harmonischer Schwingungen dargestellt werden. Für einen Impuls benötigt man eine kontinuierliche Überlagerung von harmonischen Schwingungen. Ein einzelner Impuls weist somit ein kontinuierliches Spektrum auf, während eine periodische Impulsfolge ein diskretes Linienspektrum aufweist.
In der englischsprachigen Literatur wird meist kein Unterschied zwischen den Begriffen Impuls und Puls gemacht. Auch im deutschen Fachjargon ist mit „Puls“ oft ein Impuls gemeint.

## Anwendungen

### Rechteckpuls zur Modulation
Beim Rechteckpuls erscheinen die zwei Zustände wie Logikpegel, die mit 0 und 1 bezeichnet werden können. Doch stellen sie keine Ziffern einer Zahl dar und enthalten keine Information wie ein Digitalsignal. Eine Information kann aber im Tastgrad durch die stufenlos einstellbare Breite der Impulse oder deren Häufigkeit enthalten sein. Mittels der Pulsdauermodulation und der Pulsfrequenzmodulation wird ein Analogsignal übertragen und zwar bei steilen Flanken so störungsarm wie ein Digitalsignal, weil die Pulsbreite und -frequenz kaum verfälschbar sind. Am Ende des Übertragungsweges kann die Information leicht durch Messung der Breite (Zeit) oder der Frequenz mittels Zählverfahren digitalisiert werden, siehe Digitale Messtechnik.

### Rechteckpuls zur Synchronisation
In der Digitaltechnik laufen viele Vorgänge nicht nach Laufzeit, sondern synchron zu einem Taktsignal ab. In der Mikroprozessortechnik steuert stets ein Taktgenerator den Arbeitsablauf des Prozessors, und dieser steuert (je nach Fabrikat mit einem weiteren Puls) die parallele Datenübertragung von bzw. zu Speicher und Peripherie.

### Weitere Anwendungen
- Impulstechnik
- Impulsradar

## Belege
1. ↑  DIN 5483-1:1983-06 „Zeitabhängige Größen“, Nr. 5.4
2. ↑  DIN IEC 60469-1:1991-05 „Impulstechnik – Impulsbegriffe und -definitionen“, Nr. 5.4.1
3. ↑  DIN 5483-1 Nr. 5; DIN IEC 60469-1, Nr. 2.2.2
4. ↑  DIN 5483-1, Nr. 6; DIN IEC 60469-1, Nr. 5.3.1
5. ↑  Karl Küpfmüller: Theoretische Elektrotechnik und Elektronik, 14. Auflage 1993, Springer Verlag, ISBN 3-540-56500-0